# Heteroconis flavicornuta
Heteroconis flavicornuta is een insect uit de familie van de dwerggaasvliegen (Coniopterygidae), die tot de orde netvleugeligen (Neuroptera) behoort. 
De wetenschappelijke naam Heteroconis flavicornuta is voor het eerst geldig gepubliceerd door Tjeder in 1973.